# Eraldo Baretti
Eraldo Baretti (Mondovì, 18 aprile 1846 – Roma, 5 gennaio 1895) è stato un commediografo italiano, che scrisse soprattutto in piemontese.

## Biografia
Laureatosi in legge all'università di Torino (1870), dopo aver esercitato per qualche tempo la libera professione, nel 1875 si trasferì a Palermo dove fu consulente legale della Banca di Credito Siciliano. Amico dell'attore dialettale Giovanni Toselli, fu da questi sollecitato a scrivere commedie dialettali. La prima (Tota Giulia la maestra d'piano) fu rappresentata al Teatro Scribe di Torino nel 1877. Nel 1880 si trasferì a Roma, direttore di una agenzia della Società Reale di Assicurazione. A Roma la commedia I fastidi d'un grand om, rappresentata al Teatro Rossini il 13 dicembre 1881, ebbe un enorme successo e fu tradotta in napoletano da Eduardo Scarpetta (Nu ministro mmiez 'a li guaie, 1894) e in tedesco.

## Opere
- Tota Giulia la maestra d'piano (1877)
- 'N'idea luminosa (1877)
- 'N anonssi an quarta pagina (1878)
- Intrigh, superbia e anbission (1878)
- I fastidi d'un grand om (1881)
- 'N romans an famìia (1882)
- Facessie de preive (1884)
- Cose d, tuti i dì (1884)
- Le conferensse d'Tito Pamela (1886)
- I Duchi di Nemi (1887); in lingua italiana, scritta in collaborazione con Alberto Arnulfi
- J'assabeis a Turin: tavanada ant un att
- Na lession 'd piemonteis : Scherss comich ant un att